# Christian Großbayer

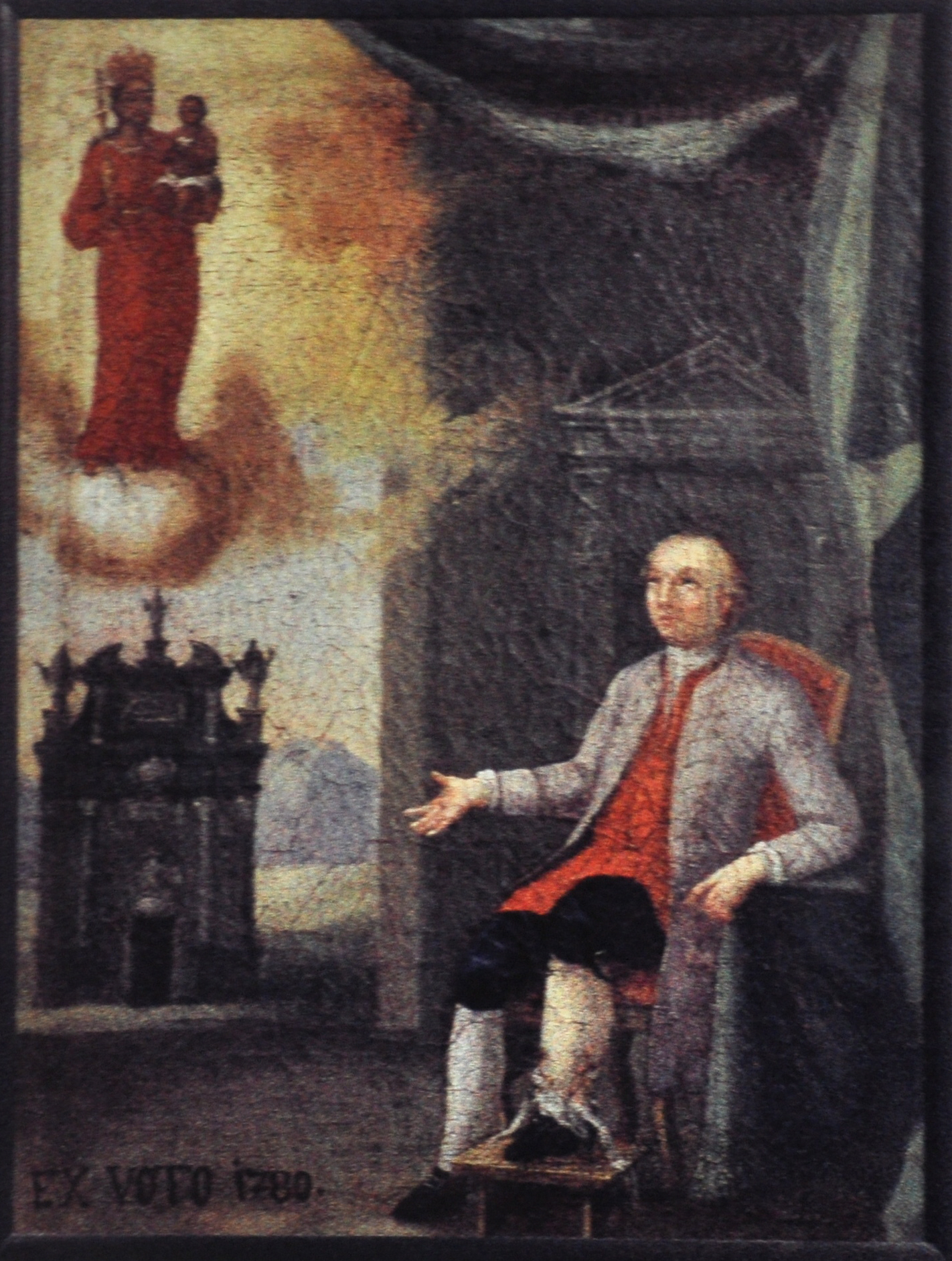
Porträt Christian Großbayer auf einem Votivbild (Reproduktion auf einer Texttafe in der von ihm gebauten Klosterkirche Oberndorf am Neckar, Original: Stadt Haigerloch) als Dankgabe für die Genesung nach einem Beinleiden, 1780

Christian Großbayer (* 1. Januar 1718 in Haigerloch; † 10. Februar 1782 ebenda) war ein Baumeister und Architekt des Spätbarocks in Hohenzollern-Sigmaringen und Hohenzollern-Hechingen sowie Stadtschultheiß von Haigerloch.

## Leben
Großbayer wurde am 1. Januar 1718 als Sohn des Maurermeisters Valentin Großbayer und Anna Ney in Haigerloch geboren. 1739 legte er seine Meisterprüfung als Maurermeister ab und heiratete im selben Jahr Theresia Diamanstein in Donauwörth. Im Jahr 1740 ist belegt, dass er zusammen mit seinem Bruder Franz (1709–1777), ebenfalls Maurermeister und nach dem Tod des Vaters 1739 Ziegelhüttenmeister, an verschiedenen herrschaftlichen Gebäuden im Raum Haigerloch Reparaturen ausführte.

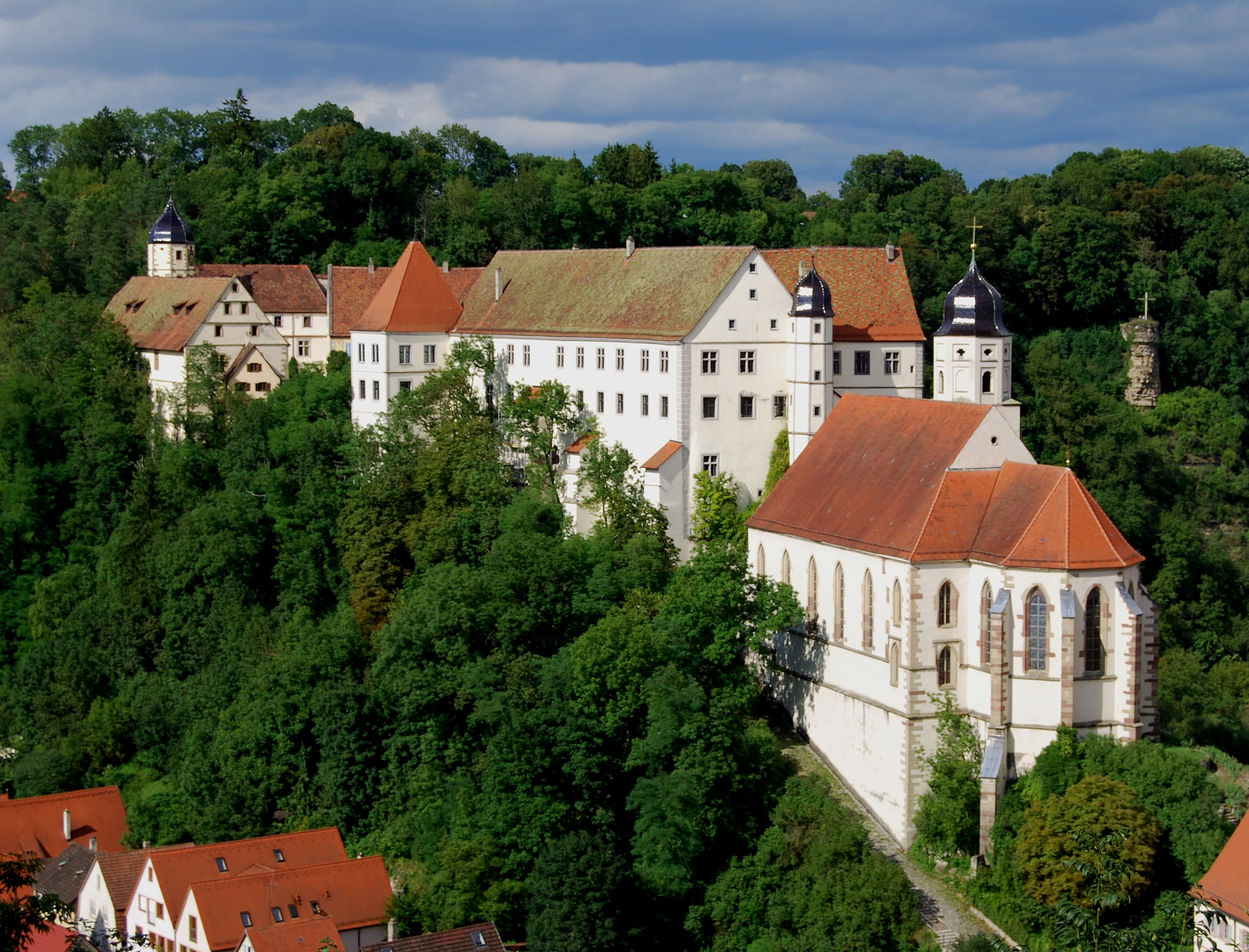
Schloss und Schlosskirche Haigerloch

Großbayer war einer von drei einheimischen Künstlern, die in der Gunst ihres Förderers Fürst Joseph Friedrich von Hohenzollern-Sigmaringen (1715–1769) standen. Joseph Friedrich verlegte die Residenz des kleinen Fürstentums von Sigmaringen nach Haigerloch. Der Fürst ließ in den 32 Jahren bis zu seinem Tod mit Hilfe von Großbayer das kleine Städtchen Haigerloch zu seinem barocken Herrschersitz umbauen. 1741 und 1742 baute Christian Großbayer, im Alter von 23 Jahren, die Unterstadtkirche in Haigerloch um. Von 1744 bis 1746 hatte er den Auftrag, den Oberstadtturm umzubauen, 1747 entstand der Schloßbrunnen. Noch vor dem Bau der St. Anna-Kirche ist er in Rangendingen mit dem Umbau des Dominikanerinnen-Klosters beschäftigt. Danach taucht Christian Großbayer in Hechinger Baurechnungen mit Gesellen und Handlangern auf.
Großbayer wäre wohl ohne diese Prestigeobjekte nicht in der Lage gewesen, seinen Wirkungskreis ins ganze hohenzollerische Herrschaftsgebiet auszudehnen. So finden sich Bauten die Großbayers Handschrift tragen in einem Umkreis von 40 Kilometer um seine Heimatstadt Haigerloch. 1775 übernahm er die Bauleitung der Klosterkirche Oberndorf am Neckar, 1780 baute er die Klosterkirche Inzigkofen um. Christian Großbayer kaufte zwischen 1740 und 1778 Land im Wert von 5000 Gulden. Der Tagelohn eines Maurermeisters betrug in der damaligen Zeit 1/2 Gulden. 1782 starb er als Stadtschultheiß und Baumeister in seiner Heimatstadt Haigerloch und wurde auf dem Friedhof der Unterstadtkirche St. Nikolaus beigesetzt.